# Lepidochrysops littoralis
Lepidochrysops littoralis är en fjärilsart som beskrevs av Swanepoel 1983. Lepidochrysops littoralis ingår i släktet Lepidochrysops och familjen juvelvingar. IUCN kategoriserar arten globalt som sårbar. Inga underarter finns listade i Catalogue of Life.